# 카센타
"카센타"는 2019년에 개봉한 대한민국의 영화이다. 영화사 88애비뉴의 창립작이자 하윤재 감독의 장편 데뷔작이며 박용우, 조은지가 출연하였다.

## 캐스팅
- 박용우 : 김재구 역
- 조은지 : 순영 역
- 현봉식 : 문용석 역
- 김한종 : 박 순경 역
- 한수연 : 예리 역
- 김규리 : 은미 역
- 이서환 : 임 과장 역
- 이신성 : 민 소장 역
- 임형태 : 순영 부 역
- 윤종구 : 리조트 직원 역
- 홍제이 : 다을 역
- 조유신 : 파출소 순경 역
- 최성규 : 문사장 조수 역
- 황재열 : 고장트럭남 역
- 민경옥 : 은미 할머니 역
- 하성훈 : 문사장 패거리 1 역
- 허동수 : 문사장 패거리 2 역
- 장재화 : 마담 역
- 이호연 : 20대 남 역
- 황세온 : 20대 여 역
- 강효준 : 타이어 가는 남자 역
- 박진호 : 계산하는 고객 역
- 박지원 : 박순경 부인 역
- 엄옥란 : 미용사 역
- 이창원 : 거래처남 역
- 서정욱 : 예리 남편 역
- 이은주 : 형사 팀장 역
- 심훈기 : 브리핑 형사 역
- 봉승호 : 취조 형사 역
- 안희주 : 식당 주민녀 1 역
- 안민영 : 식당 주민녀 2 역
- 박찬영 : 70대 남 역
- 이영희 : 70대 여 역
- 김미승 : 순영 동창 역
- 장재권 : 고객남 역
- 정연 : 리포팅 기자 역
- 강민지 : 인터뷰 기자 역
- 박채익 : 순영 오빠 역
- 김가영 : 순영 언니 역
- 석현 : 자동차 딜러 역
- 황인철 : 식당 웨이터 역
- 김판겸 : 사고 운전남 역
- 현광열 : 렉카 기사 역

## 같이 보기
- 2019년 대한민국의 영화 목록